# Campeonato Francês de Fórmula 4
Campeonato Francês de Fórmula 4, anteriormente conhecido como Formula Renault Campus France, Formula Campus, Formul'Academy Euro Series, F4 Eurocup 1.6 é uma competição de fórmula fundada em 1993 por Louis Drouet. É sediada na França e tem como objetivo formar graduados em kart. A série atualmente é organizada pela Fédération Française du Sport Automobile (FFSA). Anteriormente, o campeão recebia apoio para continuar em um dos campeonatos de Formula Renault 2.0. Em 2010, a categoria renomeada passou a ser parte da World Series by Renault, mas foi abandonada em 2011. Desde 2018, o campeonato é subordinado à FIA.
Ao longo dos anos, diversos pilotos passaram pela categoria, como Pierre Gasly, Jean-Éric Vergne, Stoffel Vandoorne e Anthoine Hubert, com os três últimos sendo também campeões. O único brasileiro campeão foi Caio Collet em 2018.

## Carro

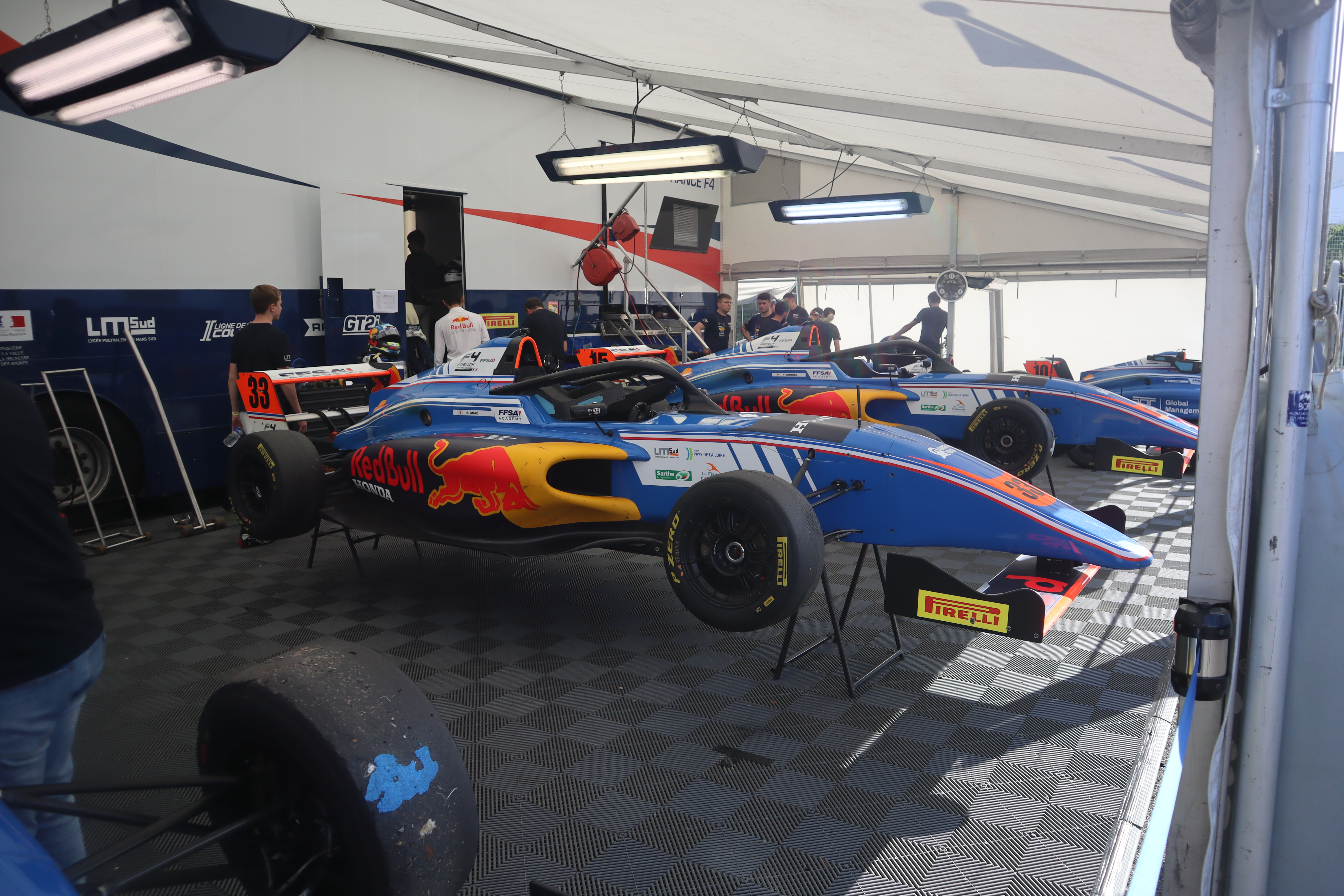
Carros utilizados na Fórmula 4 Francesa em 2022

O carro foi originalmente construído pela Signatech. O chassi e a célula de sobrevivência tinham uma construção monocoque composta por fibra de carbono. O bólido foi projetado para atender aos padrões de Fórmula 3 FIA de 2008. O motor Renault K4MRS de 1600 cilindradas produzia cerca de 140 cavalos de potência. A transmissão tinha cinco velocidades de avanço com mecanismo de mudança sequencial.
O campeonato adotou os regulamentos de Fórmula 4 da FIA em 2018, usando chassis Mygale M14-F4 e motores Renault 2.0L de 160 cv naturalmente aspirados. Em 2020, o motor foi trocado para o novo Renault Sport 1.3 litros turboalimentado. O novo chassi, Mygale M21-F4, passou a ser usado a partir da temporada de 2022.

## Regulamentos
- A programação do evento geralmente ocorre ao longo de três dias (normalmente de sexta a domingo), com sessões de treinos livres no primeiro dia. A sessão de classificação determina a ordem de largada para a primeira corrida e o segundo tempo mais rápido no grid para a terceira corrida. O grid para a segunda corrida é definido invertendo os dez primeiros colocados da primeira corrida. Todas as corridas duram 20 minutos + 1 volta.
- Pneus alocados a cada piloto em conjuntos de 4 em cada encontro da competição.
- Os pontos são atribuídos aos dez primeiros colocados de cada corrida na seguinte ordem:

Os pontos são atribuídos da seguinte forma:
| Raças          | Posição | Posição | Posição | Posição | Posição | Posição | Posição | Posição | Posição | Posição | Bônus | Bônus |
| Raças          | 1º      | 2º      | 3º      | 4º      | 5º      | 6º      | 7º      | 8º      | 9º      | 10º     | PP    | VR    |
| -------------- | ------- | ------- | ------- | ------- | ------- | ------- | ------- | ------- | ------- | ------- | ----- | ----- |
| Corridas 1 e 3 | 25      | 18      | 15      | 12      | 10      | 8       | 6       | 4       | 2       | 1       | 1     | 1     |
| Corrida 2      | 15      | 12      | 10      | 8       | 6       | 4       | 2       | 1       |         |         | –     | 1     |

## Campeões

### Campeonato Francês de F4 Anterior
| Temporada                       | Campeão                         |
| Fórmula Campus da Renault e Elf | Fórmula Campus da Renault e Elf |
| ------------------------------- | ------------------------------- |
| 1993                            | Sébastien Philippe              |
| 1994                            | Franck Montagny                 |
| 1995                            | Renaud Malinconi                |
| 1996                            | Philippe Benoliel               |
| 1997                            | Marcel Costa                    |
| 1998                            | Westley Barber                  |
| 1999                            | Adam Jones                      |
| 2000                            | Stéphane Morat                  |
| 2001                            | Bruce Lorgeré-Roux              |
| 2002                            | Loïc Duval                      |
| 2003                            | Laurent Groppi                  |
| 2004                            | Jacky Ferré                     |
| 2005                            | Jean Karl Vernay                |
| 2006                            | Kevin Estre                     |
| 2007                            | Jean-Éric Vergne                |
| Fórmul'Academy Euro Series      |                                 |
| 2008                            | Arthur Pic                      |
| 2009                            | Benjamin Bailly                 |
| F4 Eurocopa 1.6                 |                                 |
| 2010                            | Stoffel Vandoorne               |

### Campeonato Francês de F4
| Temporada | Campeão            | Campeão da Classe Secundária                  |
| --------- | ------------------ | --------------------------------------------- |
| 2011      | Matthieu Vaxivière | não realizada                                 |
| 2012      | Alexandre Baron    | não realizada                                 |
| 2013      | Anthoine Hubert    | não realizada                                 |
| 2014      | Lasse Sørensen     | Jr.: Dorian Boccolacci Int.: Lasse Sørensen   |
| 2015      | Valentin Moineault | Jr.: Sacha Fenestraz Int.: Valentin Moineault |
| 2016      | Yifei Ye           | Jr.: Yifei Ye Int.: Gilles Magnus             |
| 2017      | Arthur Rougier     | Jr.: Victor Martins Int.: Arthur Rougier      |

### Campeonato Francês de F4 da FIA
| Temporada | Campeão           | Corridas | Poles | Vitórias | Pódios | V.M.R. | Pontos | Margem | Campeão da classe secundária                |
| --------- | ----------------- | -------- | ----- | -------- | ------ | ------ | ------ | ------ | ------------------------------------------- |
| 2018      | Caio Collet       | 21       | 7     | 7        | 10     | 7      | 296.5  | 86     | Jr.: Théo Pourchaire Int.: Caio Collet      |
| 2019      | Hadrien David     | 21       | 10    | 7        | 14     | 8      | 281    | 47.5   | Jr.: Victor Bernier Int.: Hadrien David     |
| 2020      | Ayumu Iwasa       | 21       | 6     | 9        | 15     | 7      | 338    | 81     | Jr.: Valentino Catalano Int.: Ayumu Iwasa   |
| 2021      | Esteban Masson    | 20       | 9     | 6        | 11     | 5      | 236    | 23     | Jr.: Alessandro Giusti Int.: Esteban Masson |
| 2022      | Alessandro Giusti | 20       | 6     | 5        | 12     | 2      | 300    | 59     | não realizada                               |
| 2023      | Evan Giltaire     | 21       | 8     | 6        | 13     | 8      | 317    | 4      | não realizada                               |
| 2024      | Taito Kato        | 20       | 4     | 5        | 12     | 5      | 280    | 6      | não realizada                               |

## Circuitos
Desde 2011, os circuitos usados no Campeonato Francês de F4 são:
- Negrito indica que um circuito será usado na temporada de 2024 .

| Nº | Circuitos                             | Rodadas | Anos                                      |
| -- | ------------------------------------- | ------- | ----------------------------------------- |
| 1  | Circuit Paul Ricard                   | 15      | 2011–presente                             |
| 2  | Circuit de Nevers Magny-Cours         | 13      | 2012–presente                             |
| 3  | Circuit de Pau-Ville                  | 11      | 2011–2019, 2022–2023                      |
| 4  | Circuit Paul Armagnac                 | 10      | 2011, 2014, 2017–presente                 |
| 5  | Circuit de Lédenon                    | 9       | 2011–2013, 2015–2016, 2019, 2021–presente |
| 6  | Circuit de Spa-Francorchamps          | 8       | 2011, 2013, 2017–2020, 2022–presente      |
| 7  | Bugatti Circuit                       | 5       | 2012–2016                                 |
| 8  | Circuit du Val de Vienne              | 4       | 2011–2014                                 |
| 9  | Hungaroring                           | 3       | 2015, 2019, 2021                          |
| 10 | Circuito de Navarra                   | 2       | 2012, 2015                                |
| 10 | Circuito de Jerez                     | 2       | 2014, 2018                                |
| 10 | Circuit de Barcelona-Catalunya        | 2       | 2016–2017                                 |
| 10 | Monza Circuit                         | 2       | 2017, 2021                                |
| 14 | Circuit d'Albi                        | 1       | 2011                                      |
| 14 | Dijon-Prenois                         | 1       | 2018, 2024                                |
| 14 | Circuit Zandvoort                     | 1       | 2020                                      |
| 14 | Circuit Ricardo Tormo                 | 1       | 2022                                      |
| 14 | Misano World Circuit Marco Simoncelli | 1       | 2023                                      |
| 19 | Nürburgring                           | 1       | 2024                                      |

Notas
1. ↑  Circuito Paul Ricard sediou 3 rodadas em 2020.
2. ↑  Circuit de Nevers Magny-Cours sediou 2 rodadas em 2021

## Transmissão
A transmissão é organizada pela SRO (Stéphane Ratel Organisation), que também promove os campeonatos de GT World e de FFSA GT4. As corridas da F4 francesa são exibidas nos canais oficiais da FFSA no YouTube e no Facebook. Mas em algumas ocasiões, a corrida 1 não é transmitida ao público, que só acompanha por meio de live timing.

## Links externos
- Site oficial do Campeonato Francês de F4